# Eton Wick
Eton Wick är en ort i civil parish Eton, i distriktet Windsor and Maidenhead, Storbritannien. Den ligger i grevskapet Berkshire och riksdelen England, i den södra delen av landet, 40 km väster om huvudstaden London. Eton Wick ligger 21 meter över havet och antalet invånare är 300. Eton Wick var en civil parish 1894–1934 när blev den en del av Eton. Civil parish hade 506 invånare år 1931.
Terrängen runt Eton Wick är huvudsakligen platt. Eton Wick ligger nere i en dal. Runt Eton Wick är det tätbefolkat, med 913 invånare per kvadratkilometer. Närmaste större samhälle är Slough, 3,0 km nordost om Eton Wick. Trakten runt Eton Wick består till största delen av jordbruksmark.